# كريس بوزنياك
كريس بوزنياك (بالبولندية: Chris Pozniak) (10 يناير 1981 بكراكوف في بولندا - ) هو مدرب كرة قدم ولاعب كرة قدم كندي وبولندي في مركز الدفاع. شارك مع منتخب كندا تحت 20 سنة لكرة القدم ومنتخب كندا لكرة القدم. أما مع النوادي، فقد لعب مع سان خوسيه إيرثكويكس وفانكوفر وايتكابس ونادي أوربرو ونادي تورونتو ونادي شيفاز يو إس أي ونادي هاوغسوند وToronto Lynx ‏ وفانكوفر وايتكابس (نادي كرة قدم) ونادي دندي ونادي برينه.

## مسيرته الكروية
لعب كريس بوزنياك خلال مسيرته الاحترافية مع 8 أندية في ثمانية عشر موسمًا وسجل خلالها 16 هدفًا ضمن 285 مباراة. ولم يفز بأي موسم بالكأس أو بالدوري.
خاض كريس بوزنياك مسيرته مع Toronto Lynx ‏ في موسم 1999 واستمر معه طيلة ثلاثة مواسم، مشاركًا في 42 مباراة ولم يسجل أي هدف. ثم انتقل إلى نادي أوربرو في موسم 2001 واستمر معه طيلة ثلاثة مواسم، حيث شارك في 45 مباراة سجل خلالها هدفًا واحدًا. لينتقل بعدها إلى نادي هاوغسوند في موسم 2004 في المرة الأولى واستمر معه طيلة ثلاثة مواسم ثم في موسم 2010 واستمر معه طيلة ثلاثة مواسم، مشاركًا طوالها في 121 مباراة سجل خلالها 13 هدفًا. ثم انتقل إلى نادي تورونتو ما بين عامي 2007 و2008 لمدة موسم واحد، مشاركًا في 22 مباراة ولم يسجل أي هدف. هذا وانتقل لاحقًا إلى فانكوفر وايتكابس ما بين عامي 2008 و2009 في المرة الأولى لمدة موسم واحد ثم ما بين عامي 2009 و2010 لمدة موسم واحد، مشاركًا طوالها في 17 مباراة سجل خلالها هدفًا واحدًا. ثم انتقل بعدها إلى نادي دندي في موسم 2008–09 لمدة موسم واحد، مشاركًا في 26 مباراة سجل خلالها هدفًا واحدًا أيضًا. ليعود وينتقل من جديد، لكن هذه المرة إلى نادي برينه ما بين عامي 2012 و2013 لمدة موسم واحد، مشاركًا في 8 مباريات ولم يسجل أي هدف.

## وصلات خارجية
- كريس بوزنياك على موقع الاتحاد الدولي (مؤرشف)  (الإنجليزية)
- كريس بوزنياك على موقع الدوري الأمريكي (الإنجليزية)
- كريس بوزنياك على موقع قاعدة بيانات كرة القدم.إي يو (الإنجليزية)
- كريس بوزنياك على موقع ناشيونال فوتبول تيمز (الإنجليزية)
- كريس بوزنياك على موقع Soccerbase.com (لاعب) (الإنجليزية)